# Roland Kirsch
Roland Kirsch (* 1960 in Deta, Rumänien; † 2. oder 3. Mai 1989 in Timișoara) war ein rumänischer Schriftsteller.

## Leben und Werk
Kirsch entstammte der rumäniendeutschen Volksgruppe der Banater Schwaben. Er war Ingenieur in einem Schlachthaus, fotografierte die „Tristesse des Alltags“ und schrieb Prosaminiaturen. Er stand der literarischen Aktionsgruppe Banat nahe und war später Mitglied des Literaturkreises „Adam Müller-Guttenbrunn“ in Timișoara, in dem nach 1975 auch die meisten früheren Angehörigen der Aktionsgruppe mitwirkten.
Im Mai 1989 wurde er erhängt in seiner Wohnung gefunden. 1996 erschien in Deutschland aus seinem Nachlass der Band Der Traum der Mondkatze.

## Bewertung des Suizids
In einem 1996 im Hamburger Abendblatt veröffentlichten Interview bekräftigte der Schriftsteller Richard Wagner seinen Verdacht über einen Zusammenhang zwischen Kirschs Tod und den Aktivitäten des ehemaligen rumänischen Geheimdienstes Securitate:
„Wir wissen sicher, daß die Geheimpolizei Kirsch verhört hat. Die Staatsanwaltschaft verbot die Obduktion der Leiche, und seine Familie reagierte aus Angst nicht. Was genau passiert ist, läßt sich nicht klären, da die Akten der Securitate und der Behörden unter Verschluß sind.“
Die Nobelpreisträgerin Herta Müller äußerte sich 2009 zum Tod von Roland Kirsch:
„… im Mai 1989 wurde er erhängt in seiner Wohnung gefunden. Die Nachbarn sagen heute, in seiner Wohnung seien mehrere laute Stimmen zu hören gewesen in der Nacht seines Todes. Auch ich glaube nicht an Suizid. In Rumänien dauerten die Laufereien für alle Formalitäten vor einer Beerdigung tagelang. Bei Suizid war eine Obduktion selbstverständlich. Aber Roland Kirschs Eltern wurden alle Papiere innerhalb eines Tages ausgehändigt. Er kam schnell und ohne Obduktion unter die Erde. Und es gibt im dicken Konvolut der Abhörprotokolle kein einziges Mal einen Besuch von Roland Kirsch. Der Name ist getilgt, diese Person soll es nie gegeben haben.“
Ernest Wichner bemerkte 2009 in diesem Zusammenhang über den im Dezember 1989 zweitmächtigsten Mann der Securitate in Timișoara, Radu Tinu:
„Von dem Mord an dem jungen Autor Roland Kirsch – er wurde am Morgen des 2. Mai 1989 erhängt in seiner Wohnung aufgefunden – weiß er nichts, ja, er hat noch nicht einmal dessen Namen gehört. Aber er kennt den Polizisten, der diesen Tod untersucht hat. Deutlicher kann ein Versprecher nicht sein.“
Wichner und Wagner waren Mitbegründer der Aktionsgruppe Banat und gehörten ebenso wie Kirsch und Müller dem späteren Literaturkreis „Adam Müller-Guttenbrunn“ an.

## Veröffentlichungen
- Roland Kirsch, Richard Wagner, Herta Müller: Der Traum der Mondkatze: Prosastücke. Edition Pixis bei Janus Press, 1996, ISBN 3-928942-25-5.[7]